# Orumcekia jianhuii
Orumcekia jianhuii là một loài nhện trong họ Agelenidae.
Loài này thuộc chi Orumcekia. Orumcekia jianhuii được Guo Tang & Chang-Min Yin miêu tả năm 2002.